# 成島勇
成島 勇（なりしま いさむ、1975年 - 1998年7月24日）は、元競輪選手。日本競輪学校（当時。以下、競輪学校）第76期生。現役時代は日本競輪選手会東京支部に所属。

## 来歴
競輪学校には76期生（同期には、市田佳寿浩、石丸寛之らがいる）として入学。
1995年8月5日、松阪競輪場でデビューし7着。初勝利は同年10月29日の久留米競輪場。
1998年7月23日、立川競輪場でのレースで、最終4角付近で他選手と接触して転倒し、その際頭蓋骨を骨折したため翌日死亡した。22歳没。
1998年7月25日選手登録削除。通算戦績250戦61勝、優勝6回。